# امیلی نصرالله
امیلی نصرالله (۶ ژوئیه ۱۹۳۱ – ۱۳ مارس ۲۰۱۸) ادیب لبنانی است که در سال ۱۹۳۱ در روستای الکفیر در جنوب لبنان زاده شد. او چندین رمان و مجموعه داستان برای کودکان منتشر کرده‌است و جوایز زیادی به دست آورده‌است. از جمله؛ جایزه سعید عقل در لبنان و جایزه مجله فیروز و جایزه جبران خلیل جبران.
وی در ۱۴ مارس ۲۰۱۸ چشم از جهان فروبست.
او تحصیلات دانشگاهی خود را در دانشگاه بیروت که اکنون با نام دانشگاه آمریکایی بیروت شناخته می‌شود گذراند و در سال ۱۹۵۸ مدرک فوق لیسانس را اخذ کرد.

## آثار
رمان طیور ایلول نخستین رمان اوست که در سال ۱۹۶۲ منتشر شد و سه جایزه ادبی به دست آورد. بسیاری از آثار او به زبان‌های دیگر از جمله انگلیسی و فرانسوی ترجمه شده‌است.